# Howling IV
Howling IV (Howling IV - The Original Nightmare) è un film del 1988 diretto da John Hough. La canzone del film "Something Evil, Something Dangerous" è interpretata e scritta da Justin Hayward. Il film è un adattamento dell'omonimo racconto di Gary Brandner, che aveva ispirato anche L'ululato di Joe Dante. è il quarto episodio di una saga iniziata nel 1981.

## Trama
Richard e Marie si trasferiscono in una casa sperduta nei boschi lontano dalla città, ma strane allucinazioni e ululati iniziano a incutere in lei un certo timore e il sospetto che ci sia qualcosa di misterioso nei boschi.

## Sequel
Howling IV è stato seguito da quattro sequel:
- Howling V - La rinascita (Howling V: The Rebirth) (1989)
- Howling VI - Mostriciattoli (Howling VI: The Freaks) (1991)
- Howling: New Moon Rising (Howling: New Moon Rising) (1995) (inedito in Italia)
- The Howling: Reborn - Il risveglio dei licantropi (The Howling: Reborn) (2011)